# 의령남씨가전화첩
의령남씨가전화첩(宜寧南氏家傳畵帖)은 서울특별시 마포구 홍익대학교에 있는 조선시대의 화첩이다. 2016년 4월 7일 서울특별시의 유형문화재 제382호로 지정되었다.

## 개요
태조 년간(1392~1398)부터 중종 년간(1506~1544), 명종 년간(1545~1567), 선조 년간(1567~1608), 영조 년간(1724~1776)에 있었던 특정 사건이나 행사에 의령남씨 출신이 관련되면서, 이를 기념하는 그림과 관련 기록을 묶어, 태조망우령가행도(太祖忘憂嶺駕幸圖), 중묘조서연관사연도(中廟朝書筵官賜宴圖), 명묘조서총대시예도(明廟朝瑞葱臺試藝圖), 선묘조제재경수연도(宣廟朝諸宰慶壽宴圖), 영묘조구궐진작도(英廟朝舊闕進爵圖) 등 5개의 개별 화첩으로 꾸민 것이다.
의령남씨인 남재, 남세건, 남응운, 남이신, 남태회 등이 각각 참여했던 행사의 시기와, 현존하는 <태조망우령가행도>를 비롯해 <중묘조서연관사연도>, <명묘조서총대시예도>, <선묘조제재경수연도>, <영묘조구궐진작도>의 제작시기는 완전하게 일치하지 않는다.
하지만 의령남씨 가문의 인물이 조선 왕실과 관련한 특정 행사에 직접 참여했던 사실이 관련 기록과 행사 장면을 묘사한 화책으로, 일괄로 현전하고 있다는 점과 현존하는 유사한 사례의 작품들 중 가장 이른 시기에 제작되었다는 점에서 회화사적으로나 역사적으로 각별한 의미를 지닌다고 할 수 있다.

## 조사보고서
「의령남씨가전화첩」은 태조년간(1392-1398)부터 중종년간(1506-1544), 명종년간(1545-1567), 선조년간(1567-1608), 영조년간(1724-1776)에 있었던 특정 사건이나 행사에 의령남씨 출신이 관련되면서, 이를 기념하는 그림과 관련 기록을 묶어 5개의 개별 화첩으로 꾸민 것이다. 원래 한 질로 연결되어 있던 것을 후대에 각각 분리하여 5개의 화첩이 된 것이라 판단된다.
시기적으로 가장 먼저 있었던 <태조망우령가행도 太祖忘憂嶺駕幸圖>는 태조가 자신의 장지(葬地)를 신하들과 함께 돌아보는 장면을 그린 것이다. 이는 의령남씨 남재(南在, 1351-1419)가 미리 준비해둔 자신의 장지를 태조(太祖) 수릉(壽陵)으로 헌상하게 된 것을 영광으로 여겨 기념하는 그림을 제작한 것이다. ‘망우령(忘憂嶺)’은 태조가 남재의 장지를 다른 곳에 마련해 주면서 “군신이 모두 수지(壽地)를 갖추었으니 근심을 잊을 만하다.”며 잠시 머물렀던 곳이다.
현재 오른쪽 절반이 결실되어 있지만, 장서각 소장본을 통해 그림의 원형을 유추할 수 있다. 이 그림은 산수 배경에 인물을 배치한 전체 구도와, 배경의 산수에서 정선의 진경산수화법이 보이므로, 18세기 후반에 제작된 것으로 판단된다.
<중묘조서연관사연도 中廟朝書筵官賜宴圖>는 중종이 1535년 왕세자(仁宗)가 『춘추 春秋』 교육을 마치자, 서연관 39명의 노고를 치하하기 위해 경복궁 근정전 앞뜰에서 베풀었던 연회 장면을 묘사한 것이다. 이때 의령남씨 남세건(南世健, 1484-1552)이 승정원(承政院) 우부승지(右副承旨) 겸 경연참찬관(經筵參贊官)으로 참여하였다. 궁중행사도는 대개 좌우대칭으로 그려지는데, 연회 장면이 오른쪽으로 치우친 특이한 구도이며 화원이 그린 것으로 추정된다.
<명묘조서총대시예도 明廟朝瑞葱臺試藝圖>는 명종이 서총대에서 거행한 문무시예(文武試藝)에서 모두 1등을 차지한 의령남씨 남응운(南應雲, 1509-1587)이 백마와 흑마를 하사받은 다음 자랑스럽게 나서는 장면을 나타낸 것이다. 화면은 오봉병(五峰屛)을 배경으로 한 용상(龍床)을 중심으로 좌우대칭 구도이며, <중묘조서연관사연도>와 화면 재질이나 화풍 등이 유사하여 비슷한 시기에 제작된 것으로 보인다.
<선묘조제재경수연도 宣廟朝諸宰慶壽宴圖>는 1605년 4월 의령남씨 남이신(南以信, 1562-1608)을 포함한 13명의 재신들이 70세 이상의 노모를 모시고 삼청동 공해(公廨)에서 벌였던 경수연을 다섯 장면으로 나누어 그린 것이다. 제1면은 연회가 열리는 청사의 입구, 제2면은 음식을 준비하는 조찬소(造饌所) 주변, 제3~5면은 연회 장면으로 되어 있다. 임진왜란 이후 가족제도의 재정립이 필요하였던 상황에서 경수연은 효행의 실천을 강조하는 모범적 사례였고, 선조는 경비의 일부를 하사하기도 하였다. 이경석(李景奭, 1595-1671)의 서문에 의하면 이 그림은 원화(原畵)가 아니라 경수연에 참석했던 이문훤(李文萱, 1634-?)이 82세가 되었을 때 아들 이관(李灌)에게 다시 그리도록 하면서, 이경석과 허목(許穆, 1595-1682)의 서문을 받아 1655년 경에 화첩으로 꾸민 것이라고 한다. 이 화첩은 대각선 구도로 경수연의 장면을 다양하게 표현하여 현장감을 직접적으로 전달하는데 중점을 둔 것이 주목된다.
<영묘조구궐진작도 英廟朝舊闕進爵圖>는 영조가 『태조실록』을 상고하여 1767년 12월 16일 경복궁 근정전 옛 터에서 백관으로부터 소작(小酌)을 받고 있는 장면을 그린 것이다. 이 의례에 참석한 진작관(進爵官)은 총 31명이며 의령남씨 남태회(南泰會, 1706-1770)가 우참찬(右參贊)으로 동참하였다. 궁중기록화의 전형적 구도인 좌우대칭이며, 배경의 산수표현이나 색채감각 등이 <태조망우령가행도>와 거의 유사하여 행사 직후인 1767년경에 제작된 것으로 판단된다.
「의령남씨 가전화첩」은 의령남씨 출신 인물과 관련된 특정 사건이나 행사를 기념하여 그린 그림과 관련 기록이나 참석자 명단 등으로 꾸며진 5개의 화첩이다. 의령남씨인 남재, 남세건, 남응운, 남이신, 남태회 등이 각각 참여했던 행사의 시기와, 현존하는 <태조망우령가행도>를 비롯해 <중묘조서연관사연도>, <명묘조서총대시예도>, <선묘조제재경수연도>, <영묘조구궐진작도>의 제작시기는 완전하게 일치하지 않는다.
하지만 의령남씨 가문의 인물이 조선 왕실과 관련한 특정 행사에 직접 참여했던 사실이 관련 기록과 행사 장면을 묘사한 화책으로, 일괄로 현전하고 있다는 점과 현존하는 유사한 사례의 작품들 중 가장 이른 시기에 제작되었다는 점에서 회화사적으로나 역사적으로 각별한 의미를 지닌다고 할 수 있다. 이에 지정문화재로서의 가치가 충분하다고 판단된다.

## 크기, 재질 및 제작시기
| 연번 | 명칭               | 크기(세로x가로, cm)                                       | 재료     | 제작시기       |
| ---- | ------------------ | --------------------------------------------------------- | -------- | -------------- |
| 1    | 태조망우령가행도   | 39.2×28.4                                                 | 지본채색 | 18세기         |
| 2    | 중묘조서연관사연도 | 42.5×57                                                   | 지본채색 | 1535년 경      |
| 3    | 명묘조서총대시예도 | 42.7×57.3                                                 | 지본채색 | 16세기 중엽 경 |
| 4    | 선묘조제재경수연도 | ① 33×23.4 ② 32.5×24.5 ③ 32.9×24.6 ④ 32.7×24.5 ⑤ 32.5×23.9 | 지본채색 | 1655년 경      |
| 5    | 영묘조구궐진작도   | 42.6×59.2cm                                               | 지본채색 | 1769년 경      |

## 참고 자료
- 의령남씨가전화첩 - 국가유산청 국가유산포털